# 4 mai 1935
Le samedi 4 mai 1935 est le 124e jour de l'année 1935.

## Naissances
- Henri Dorion, géographe canadien
- Jacques Proulx (mort le 14 décembre 2013), animateur radiophonique québécois
- James S. Albus (mort le 17 avril 2011), ingénieur américain
- José Luandino Vieira, écrivain angolais
- José Sanfilippo, footballeur argentin
- Rüdiger Nehberg, militant des droits de l'homme, essayiste et survivaliste allemand

## Décès
- Junior Durkin (né le 2 juillet 1915), acteur américain